# Drake Diener
Drake Richard Diener, (nacido el 19 de diciembre de 1981 en  Fond du Lac, Wisconsin) es un jugador de baloncesto estadounidense. Con 1.96 metros de estatura, juega en la posición de escolta. Es primo del también jugador de baloncesto Travis Diener.

## Trayectoria
- Universidad de DePaul (2001-2005)
- Castelleto Ticino (2006-2007)
- Orlandina Basket (2007-2008)
- Mens Sana Basket (2008)
- Felice Scandone Avellino (2008-2009)
- Teramo Basket (2009-2011)
- Dinamo Sassari (2011-2014)
- Pallacanestro Reggiana (2014-2015)
- Basket Zaragoza 2002 (2015)
- Orlandina Basket (2016-2017)
- Vanoli Cremona (2017- )